# Lagardiolle
Lagardiolle est une commune française située dans le département du Tarn en région Occitanie.
SITE LOCAL : www.lagardiolle.fr
Lagardiolle est une commune rurale qui compte 232 habitants en 2022, après avoir connu un pic de population de 550 habitants en 1836.  Elle fait partie de l'aire d'attraction de Castres. Ses habitants sont appelés les Gardiolais ou  Gardiolaises.

## Géographie

### Localisation
Commune située dans le Massif central au pied de la Montagne Noire, dans le parc naturel régional du Haut-Languedoc

### Communes limitrophes
Les communes limitrophes sont  Belleserre, Blan, Cahuzac, Dourgne, Lempaut, Saint-Amancet et Saint-Avit.
| Blan       | Lempaut     | Saint-Avit    |
| Belleserre | Lagardiolle | Dourgne       |
|            | Cahuzac     | Saint-Amancet |

### Hydrographie
La commune est dans le bassin de la Garonne, au sein du bassin hydrographique Adour-Garonne. Elle est drainée par le ruisseau des Aravis, le ruisseau de Malric, le ruisseau des Fontanelles, le ruisseau du Melzic, le ruisseau d'Agoundet, le ruisseau de Rieutort et par un petit cours d'eau, qui constituent un réseau hydrographique de 12 km de longueur totale,.

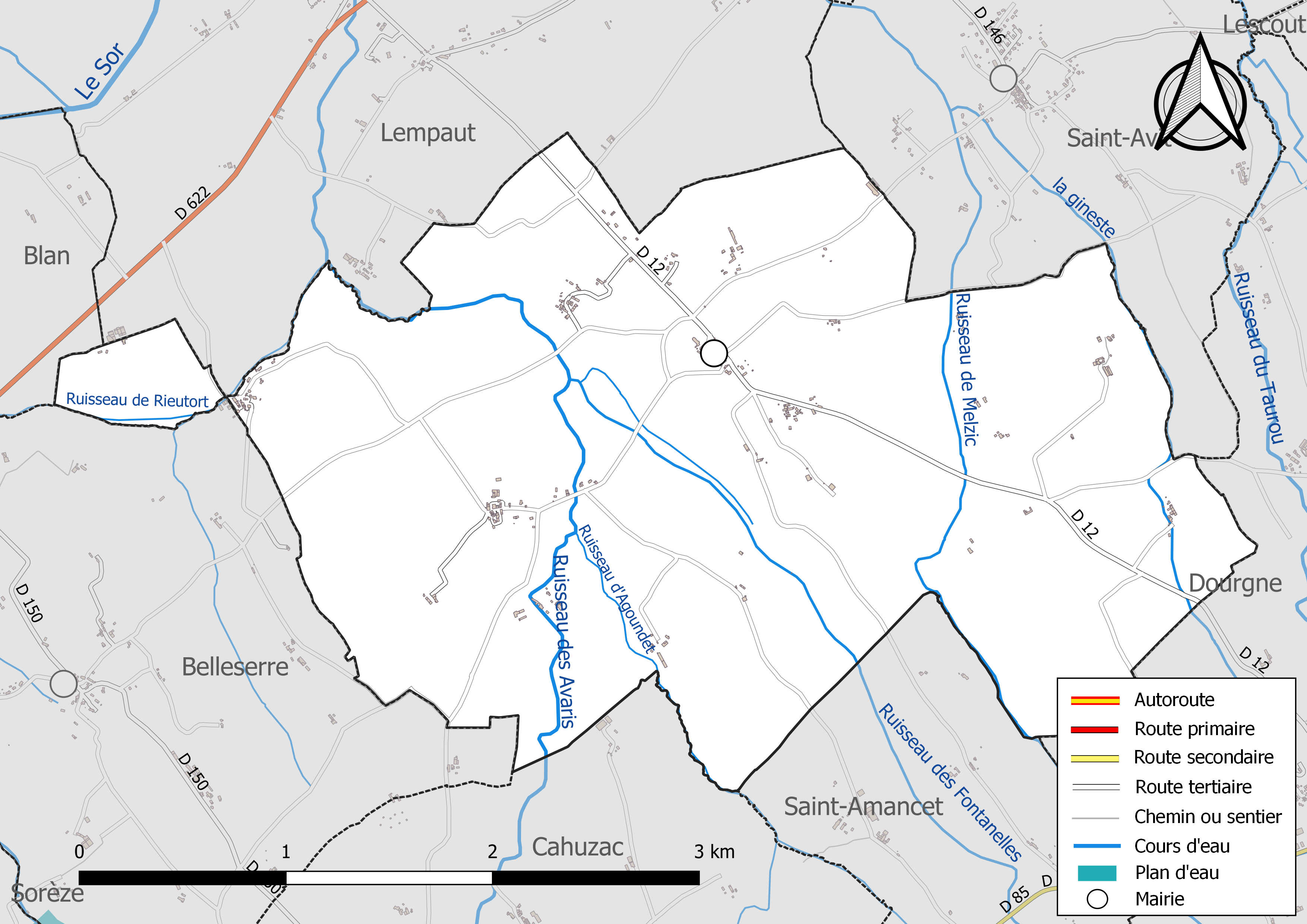
Réseaux hydrographique et routier de Lagardiolle.

### Climat
Pour des articles plus généraux, voir Climat de l'Occitanie et Climat du Tarn.
En 2010, le climat de la commune est de type climat du Bassin du Sud-Ouest, selon une étude du Centre national de la recherche scientifique s'appuyant sur une série de données couvrant la période 1971-2000. En 2020, Météo-France publie une typologie des climats de la France métropolitaine dans laquelle la commune est exposée à un climat océanique altéré et est dans la région climatique Aquitaine, Gascogne, caractérisée par une pluviométrie abondante au printemps, modérée en automne, un faible ensoleillement au printemps, un été chaud (19,5 °C), des vents faibles, des brouillards fréquents en automne et en hiver et des orages fréquents en été (15 à 20 jours).
Pour la période 1971-2000, la température annuelle moyenne est de 13,4 °C, avec une amplitude thermique annuelle de 15,8 °C. Le cumul annuel moyen de précipitations est de 812 mm, avec 8,9 jours de précipitations en janvier et 5,3 jours en juillet. Pour la période 1991-2020, la température moyenne annuelle observée sur la station météorologique de Météo-France la plus proche, « Dourgne », sur la commune de Dourgne à 4 km à vol d'oiseau, est de 13,8 °C et le cumul annuel moyen de précipitations est de 896,4 mm. 
La température maximale relevée sur cette station est de 41,8 °C, atteinte le 23 août 2023 ; la température minimale est de −19,5 °C, atteinte le 16 janvier 1985,,.
Les paramètres climatiques de la commune ont été estimés pour le milieu du siècle (2041-2070) selon différents scénarios d'émission de gaz à effet de serre à partir des nouvelles projections climatiques de référence DRIAS-2020. Ils sont consultables sur un site dédié publié par Météo-France en novembre 2022.

### Milieux naturels et biodiversité
Aucun espace naturel présentant un intérêt patrimonial n'est recensé sur la commune dans l'inventaire national du patrimoine naturel,,.

## Urbanisme

### Typologie
Au 1er janvier 2024, Lagardiolle est catégorisée commune rurale à habitat très dispersé, selon la nouvelle grille communale de densité à sept niveaux définie par l'Insee en 2022.
Elle est située hors unité urbaine. Par ailleurs la commune fait partie de l'aire d'attraction de Castres, dont elle est une commune de la couronne,. Cette aire, qui regroupe 55 communes, est catégorisée dans les aires de 50 000 à moins de 200 000 habitants,.

### Occupation des sols
L'occupation des sols de la commune, telle qu'elle ressort de la base de données européenne d’occupation biophysique des sols Corine Land Cover (CLC), est marquée par l'importance des territoires agricoles (100 % en 2018), une proportion identique à celle de 1990 (100 %). La répartition détaillée en 2018 est la suivante : 
terres arables (90,1 %), prairies (9,9 %). L'évolution de l’occupation des sols de la commune et de ses infrastructures peut être observée sur les différentes représentations cartographiques du territoire : la carte de Cassini (XVIIIe siècle), la carte d'état-major (1820-1866) et les cartes ou photos aériennes de l'IGN pour la période actuelle (1950 à aujourd'hui).

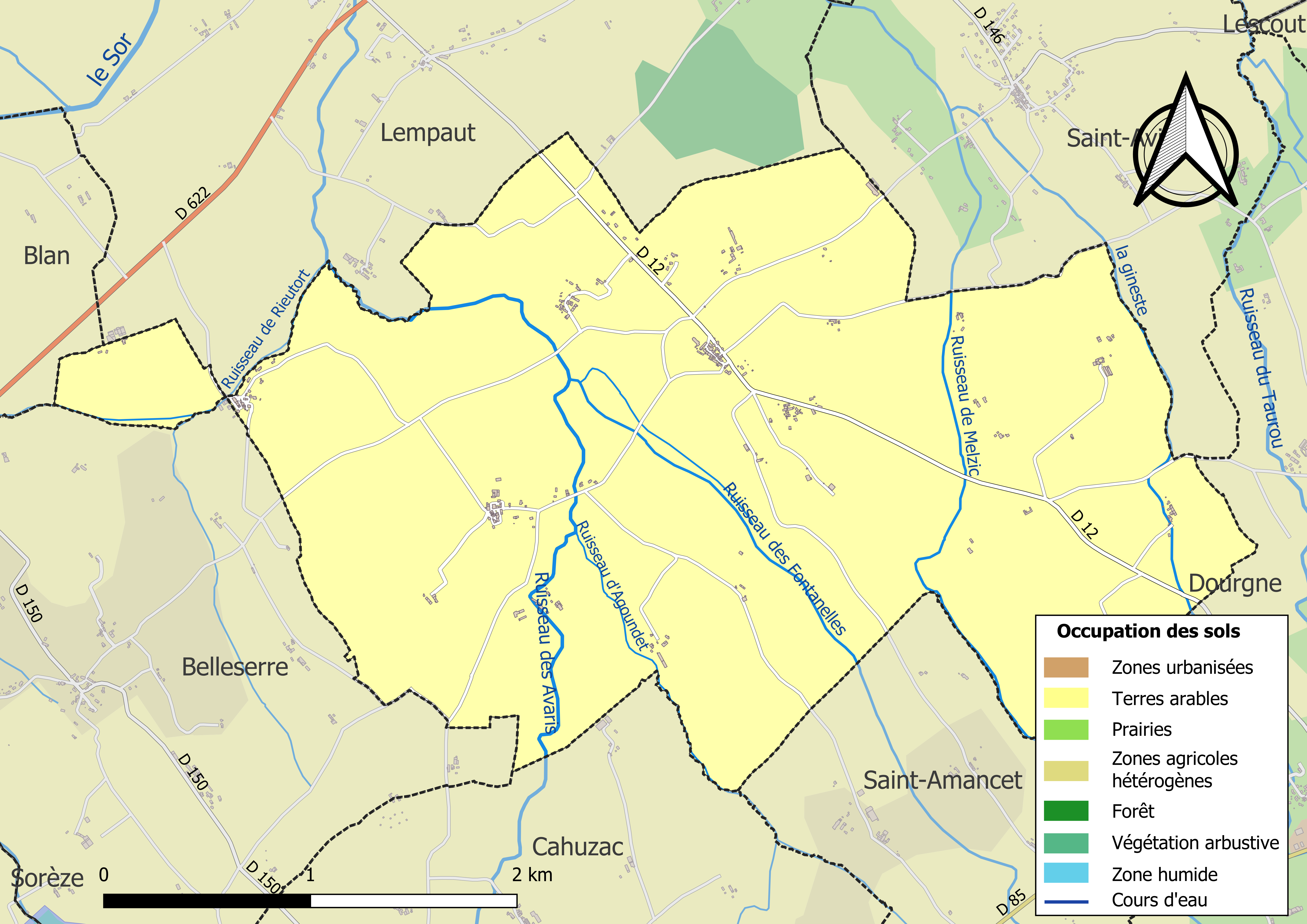
Carte des infrastructures et de l'occupation des sols de la commune en 2018 (CLC).

### Risques majeurs
Le territoire de la commune de Lagardiolle est vulnérable à différents aléas naturels : météorologiques (tempête, orage, neige, grand froid, canicule ou sécheresse), inondations, mouvements de terrains et séisme (sismicité très faible). Il est également exposé à un risque technologique,  le transport de matières dangereuses. Un site publié par le BRGM permet d'évaluer simplement et rapidement les risques d'un bien localisé soit par son adresse soit par le numéro de sa parcelle.

#### Risques naturels
Certaines parties du territoire communal sont susceptibles d’être affectées par le risque d’inondation par débordement de cours d'eau, notamment le ruisseau des Avaris. La cartographie des zones inondables en ex-Midi-Pyrénées réalisée dans le cadre du XIe Contrat de plan État-région, visant à informer les citoyens et les décideurs sur le risque d’inondation, est accessible sur le site de la DREAL Occitanie. La commune a été reconnue en état de catastrophe naturelle au titre des dommages causés par les inondations et coulées de boue survenues en 1982 et 2018,.
Lagardiolle est exposée au risque de feu de forêt. En 2022, il n'existe pas de Plan de Prévention des Risques incendie de forêt (PPRif). Le débroussaillement aux abords des maisons constitue l’une des meilleures protections pour les particuliers contre le feu,.

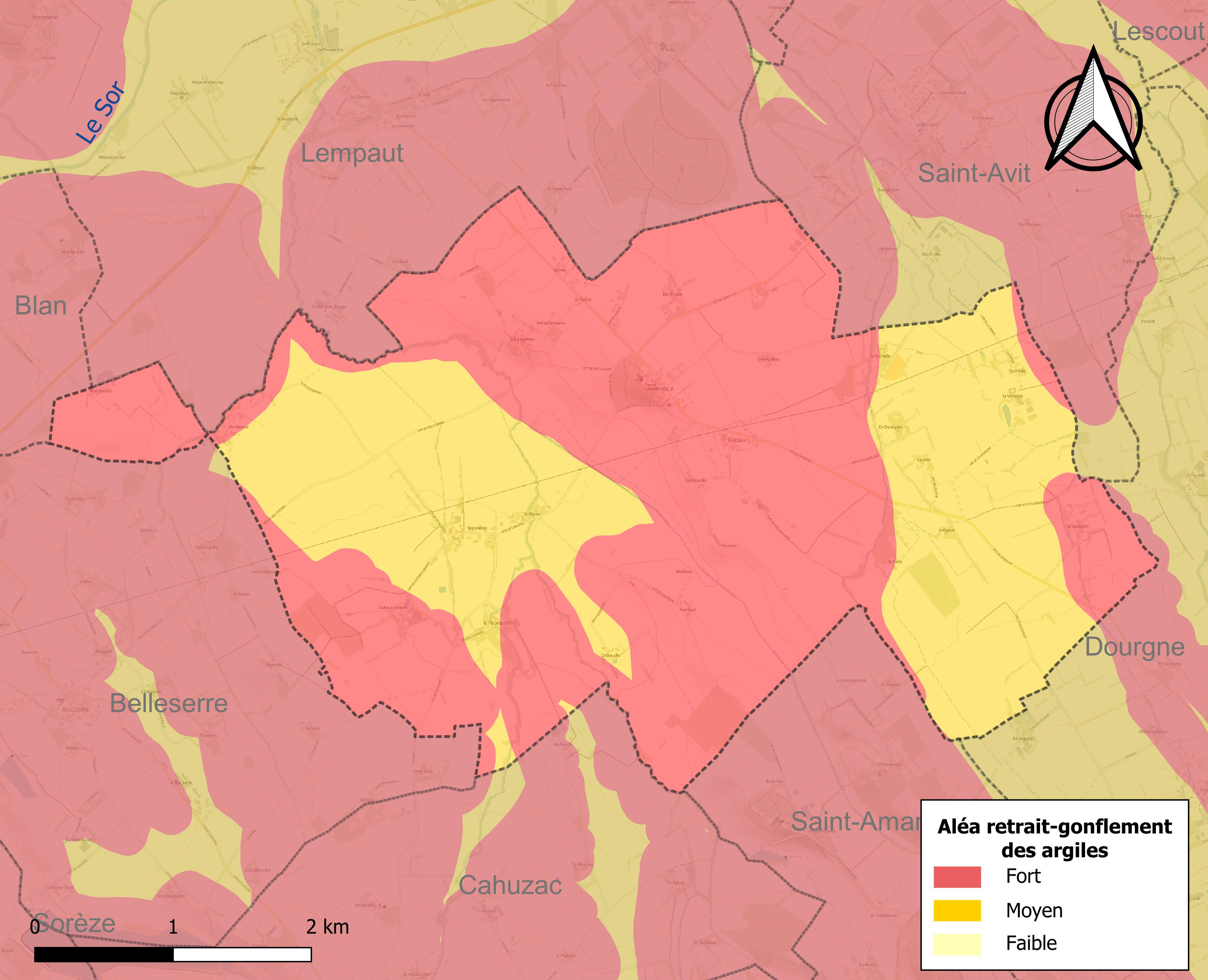
Carte des zones d'aléa retrait-gonflement des sols argileux de Lagardiolle.

La commune est vulnérable au risque de mouvements de terrains constitué principalement du retrait-gonflement des sols argileux. Cet aléa est susceptible d'engendrer des dommages importants aux bâtiments en cas d’alternance de périodes de sécheresse et de pluie. La totalité de la commune est en aléa moyen ou fort (76,3 % au niveau départemental et 48,5 % au niveau national). Sur les 106 bâtiments dénombrés sur la commune en 2019, 106 sont en aléa moyen ou fort, soit 100 %, à comparer aux 90 % au niveau départemental et 54 % au niveau national. Une cartographie de l'exposition du territoire national au retrait gonflement des sols argileux est disponible sur le site du BRGM,.
Par ailleurs, afin de mieux appréhender le risque d’affaissement de terrain, l'inventaire national des cavités souterraines permet de localiser celles situées sur la commune.

#### Risques technologiques
Le risque de transport de matières dangereuses sur la commune est lié à sa traversée par des infrastructures routières ou ferroviaires importantes ou la présence d'une canalisation de transport d'hydrocarbures. Un accident se produisant sur de telles infrastructures est susceptible d’avoir des effets graves sur les biens, les personnes ou l'environnement, selon la nature du matériau transporté. Des dispositions d’urbanisme peuvent être préconisées en conséquence.

## Toponymie
Lagardiolle est un nom d'origine occitane. Il s'écrivait La Gardiola jusqu'au XIXe siècle. La Gardiola désignait un poste de garde fortifié situé sur une hauteur. Ses habitants sont des Gardiolais et Gardiolaises.

## Histoire

### Héraldique
| Lagardiolle | Son blasonnement est : De sable à la fasce d'or, accompagnée en chef de trois carreaux du même. |

## Politique et administration
| Période   | Période  | Identité                                           | Étiquette | Qualité |
| --------- | -------- | -------------------------------------------------- | --------- | --- |
| 1790      | 1813     | Pebernad Pierre Germain                            |           | |
| 1813      | 1830     | Moncal Joseph                                      |           | |
| 1830      | 1831     | Pebernad Pierre Germain Ainé                       |           | |
| 1831      | 1832     | Davessens Moncal (Maire suspendu de ses fonctions) |           | |
| 1832      | 1843     | Pebernad Pierre Isidore (décédé en fonction)       |           | |
| 1843      | 1843     | Gouzy Jean (Maire provisoire)                      |           | |
| 1843      | 1848     | Gouzy Jean                                         |           | |
| 1848      | 1852     | Layrac Benoït                                      |           | |
| 1852      | 1881     | De Moncal Eugène                                   |           | |
| 1881      | 1881     | Gouzy Jean-Baptiste                                |           | |
| 1881      | 1884     | Layrac Benoit                                      |           | |
| 1884      | 1888     | Gouzy Jean Baptiste                                |           | |
| 1888      | 1892     | Maries Paul                                        |           | |
| 1892      | 1908     | Guiraud Auguste                                    |           | |
| 1908      | 1912     | Maries Paul                                        |           | |
| 1912      | 1919     | Gouzy Casimir                                      |           | |
| 1919      | 1931     | De Mauleon De Bruyere Oger                         |           | |
| 1931      | 1945     | Palazi Albert                                      |           | |
| 1945      | 1965     | Augé François                                      |           | |
| 1965      | 1995     | Augé Julien                                        |           | |
| 1995      | 2008     | Claudie Bonnet                                     | PS        | Ancienne assistante parlementaire Conseillère générale du canton de Dourgne (1983-2015) Conseillère départementale du canton de la Montagne noire depuis 2015 |
| mars 2008 | En cours | Thérèse Rivals                                     | SE        | |

## Démographie
| 1793 | 1800 | 1806 | 1821 | 1831 | 1836 | 1841 | 1846 | 1851 |
| ---- | ---- | ---- | ---- | ---- | ---- | ---- | ---- | ---- |
| 440  | 469  | 490  | 482  | 511  | 550  | 508  | 511  | 525  |

| 1856 | 1861 | 1866 | 1872 | 1876 | 1881 | 1886 | 1891 | 1896 |
| ---- | ---- | ---- | ---- | ---- | ---- | ---- | ---- | ---- |
| 509  | 516  | 510  | 491  | 434  | 436  | 449  | 374  | 372  |

| 1901 | 1906 | 1911 | 1921 | 1926 | 1931 | 1936 | 1946 | 1954 |
| ---- | ---- | ---- | ---- | ---- | ---- | ---- | ---- | ---- |
| 394  | 380  | 371  | 301  | 301  | 303  | 302  | 250  | 243  |

| 1962 | 1968 | 1975 | 1982 | 1990 | 1999 | 2006 | 2008 | 2013 |
| ---- | ---- | ---- | ---- | ---- | ---- | ---- | ---- | ---- |
| 244  | 210  | 187  | 200  | 228  | 233  | 228  | 226  | 237  |

| 2018 | 2022 | - | - | - | - | - | - | - |
| ---- | ---- | - | - | - | - | - | - | - |
| 235  | 232  | - | - | - | - | - | - | - |

## Économie

### Revenus
En 2018, la commune compte 102 ménages fiscaux, regroupant 235 personnes. La médiane du revenu disponible par unité de consommation est de 18 950 € (20 400 € dans le département).

### Emploi
|                | 2008  | 2013  | 2018   |
| -------------- | ----- | ----- | ------ |
| Commune        | 6,8 % | 9,8 % | 10,3 % |
| Département    | 8,2 % | 9,9 % | 10 %   |
| France entière | 8,3 % | 10 %  | 10 %   |

En 2018, la population âgée de 15 à 64 ans s'élève à 136 personnes, parmi lesquelles on compte 82,4 % d'actifs (72,1 % ayant un emploi et 10,3 % de chômeurs) et 17,6 % d'inactifs,. En  2018, le taux de chômage communal (au sens du recensement) des 15-64 ans est supérieur à celui du département et de la France, alors qu'en 2008 la situation était inverse.
La commune fait partie de la couronne de l'aire d'attraction de Castres, du fait qu'au moins 15 % des actifs travaillent dans le pôle,. Elle compte 35 emplois en 2018, contre 34 en 2013 et 28 en 2008. Le nombre d'actifs ayant un emploi résidant dans la commune est de 104, soit un indicateur de concentration d'emploi de 33,5 % et un taux d'activité parmi les 15 ans ou plus de 63,1 %.
Sur ces 104 actifs de 15 ans ou plus ayant un emploi, 21 travaillent dans la commune, soit 20 % des habitants. Pour se rendre au travail, 90,4 % des habitants utilisent un véhicule personnel ou de fonction à quatre roues, 3,9 % s'y rendent en deux-roues, à vélo ou à pied et 5,8 % n'ont pas besoin de transport (travail au domicile).

### Activités hors agriculture
13 établissements sont implantés  à Lagardiolle au 31 décembre 2019.
Le secteur de l'industrie manufacturière, des industries extractives et autres est prépondérant sur la commune puisqu'il représente 38,5 % du nombre total d'établissements de la commune (5 sur les 13 entreprises implantées  à Lagardiolle), contre 13 % au niveau départemental.

### Agriculture
La commune est dans la Montagne Noire, une petite région agricole située dans le sud du département du Tarn. En 2020, l'orientation technico-économique de l'agriculture  sur la commune est la combinaisons de granivores (porcins, volailles). 
|               | 1988 | 2000 | 2010 | 2020 |
| ------------- | ---- | ---- | ---- | ---- |
| Exploitations | 23   | 18   | 13   | 10   |
| SAU (ha)      | 851  | 765  | 770  | 652  |

Le nombre d'exploitations agricoles en activité et ayant leur siège dans la commune est passé de 23 lors du recensement agricole de 1988  à 18 en 2000 puis à 13 en 2010 et enfin à 10 en 2020, soit une baisse de 57 % en 32 ans. Le même mouvement est observé à l'échelle du département qui a perdu pendant cette période 58 % de ses exploitations,. La surface agricole utilisée sur la commune a également diminué, passant de 851 ha en 1988 à 652 ha en 2020. Parallèlement la surface agricole utilisée moyenne par exploitation a augmenté, passant de 37 à 65 ha.

## Culture locale et patrimoine

### Lieux et monuments
- Église Saint-Martin de Lagardiolle. Fresques de Nicolas Greschny[33].
- Ruines de l'ancienne église de Lagardiolle près du cimetière
- Four à pain banal restauré à Lagascarié.
- Four à pain moderne fonctionnel au village. Fête du pain annuelle. Repas autour du pain cuit dans ce four
- Pigeonnier remarquable.
- menhir en bordure du chemin menant du lieu dit Les Rivals au château dr La Rôde